# روان‌پزشکی قانونی
روان‌پزشکی قانونی یا روان‌پزشکی جنایی (انگلیسی: Forensic psychiatry) فوق تخصصی در روان‌پزشکی است که با جرم‌شناسی ارتباط دارد.